# Philipp von Lehrbach

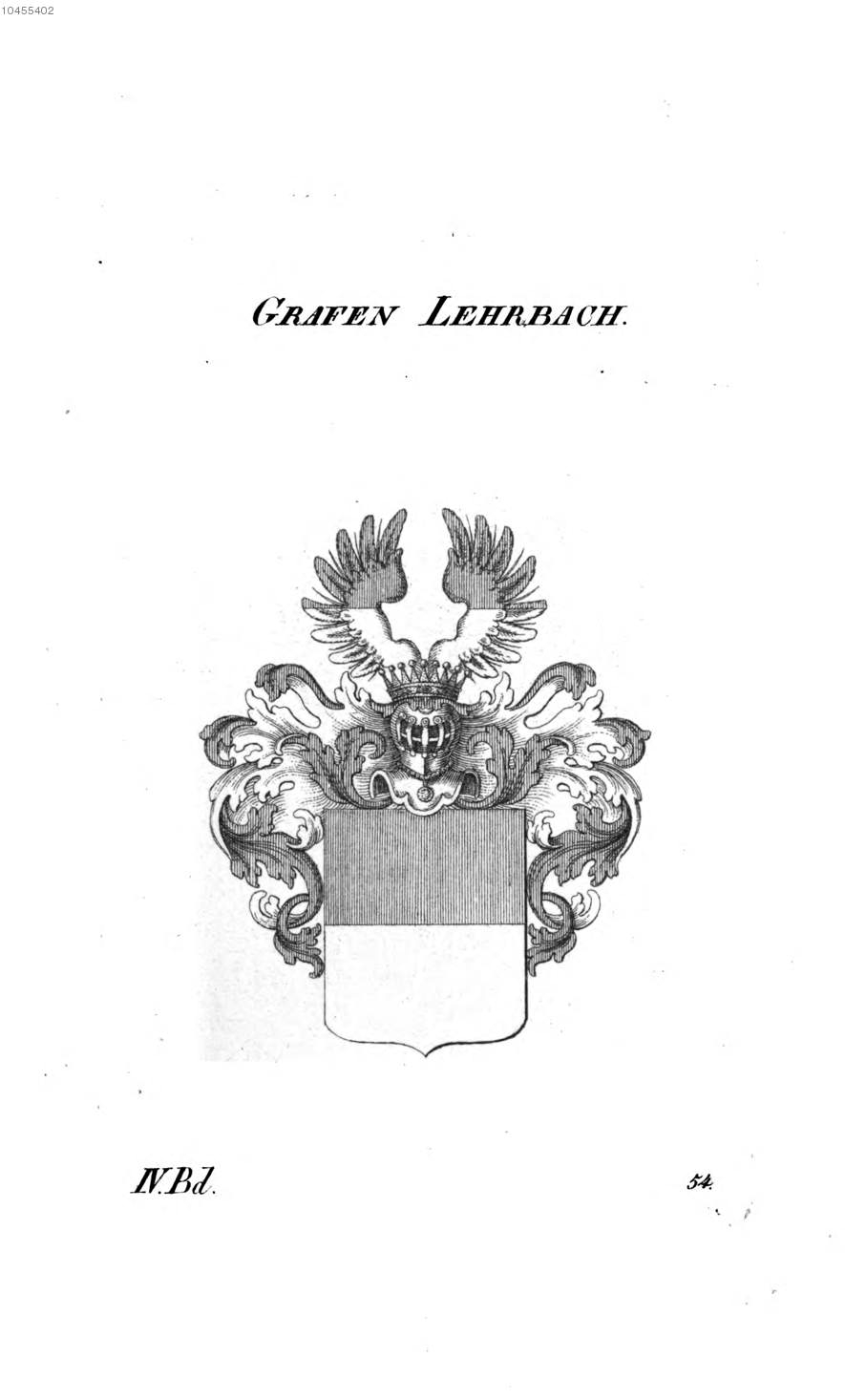
Wappen der Grafen von Lehrbach (geteilt in Rot und Silber)

Philipp Eugen Erwein Graf von Lehrbach zu Lehrbach (* 7. November 1789 in Kassel; † 15. Mai 1857 in Gießen) war ein großherzoglich-hessischer Generalmajor, Kriegsminister und Abgeordneter der Zweiten Kammer der Landstände des Großherzogtums Hessen.

## Familie
Philipp von Lehrbach war der Sohn des Freiherrn und Generalmajors Joseph Georg Benedikt von Lehrbach (1750–1812), der 1790 in den Reichsgrafenstand erhoben wurde, und dessen Frau Christine Philippine, geborene Ries. Die Familie war evangelisch. Philipp Graf von Lehrbach heiratete zwei Mal:

1.) 1817 Juliane Friederike Wilhelmine Freiin Riedesel zu Eisenbach (1786–1820), Tochter des Erbmarschalls und braunschweigischen Generalleutnants Johann Conrad Riedesel zu Eisenbach und dessen Ehefrau, Reichsgräfin Louise Charlotte von Hompesch-Heyden.

2.) Ernestine von Herff (1803–1832), Tochter von Adolf Friedrich von Herff, hessischer Oberstleutnant. Aus dieser zweiten Ehe stammte Hugo Ludwig Wilhelm Eugen Graf von Lehrbach (1832–1862), großherzoglich-hessischer Hofjunker. Er war Postpraktikant, als er erst dreißigjährig und kinderlos verstarb. Mit ihm starb das Adelsgeschlecht der von Lehrbach aus.

## Karriere

### Militär
Philipp Graf von Lehrbach wurde 1793 Fähnrich, 1800 Leutnant, 1810 Kapitän III. Klasse, 1813 Kapitän II. Klasse, 1814 Kapitän I. Klasse, 1820 Major und Flügeladjutant und 1827 Oberstleutnant. 1833 ging er als Oberst in den Ruhestand. 1843 wurde er Generalmajor.

### Politik
Im 3. bis 10. Landtag (1826–1847) war er Abgeordneter in der Zweiten Kammer der Landstände des Großherzogtums Hessen als gewählter Vertreter des grundbesitzenden Adels. In den Ständen vertrat er konservative Positionen. 1848 war er Mitglied des Vorparlaments. 1850 gehörte er für den Wahlbezirk 2 (Alsfeld) des Großherzogtums Hessen dem Volkshaus des Erfurter Parlamentes an, wo er zur Bahnhofspartei zählte.

### Kriegsminister
Im Zuge der Revolution von 1848 im Großherzogtum Hessen wurde er 1848/1849 Kriegsminister. Er löste den bereits 71-jährigen Generalleutnant Friedrich Karl Christian von Steinling in diesem Amt ab. Ihm folgte Friedrich von Schäffer-Bernstein im Amt.

### Weitere Engagements
- 1819 wurde Philipp Graf von Lehrbach Zeremonienmeister und Kammerherr am großherzoglichen Hof in Darmstadt.[7]
- 1833 wurde er nach Ausscheiden aus dem aktiven Militärdienst Hofmarschall, 1847 Oberhofmarschall.[8]
- Ab 1837 war er Obervorsteher des Kaufunger Stiftsfonds.[9]
- 1837 bis 1839 und 1848 bis 1849 war Philipp Graf von Lehrbach Intendant des Hoftheaters Darmstadt.[10]
- Er war Mitglied der Darmstädter Freimaurerloge Johannes der Evangelist zur Eintracht.

## Ende
Philipp Graf von Lehrbach geriet unter Vermögensverfall, sodass er 1856 sein Stammgut verkaufen musste. Er starb beim Betreten des Schießstandes in Gießen durch einen Schuss aus dem eigenen Gewehr. Der Öffentlichkeit wurde das als Unfall präsentiert.

## Ehrungen
- 1837 Kommandeurkreuz I. Klasse des Ludewigs-Ordens[13]
- 1840 Russischer Sankt-Stanislaus-Orden I. Klasse[14]
- 1843 Großkreuz des Verdienstordens Philipps des Großmütigen[15]